# Výzkumný ústav pedagogický Jana Amose Komenského
Pedagogický ústav Jana Amose Komenského vznikl na základě dekretu prezidenta republiky z 27. října 1945, který sloučil poněkud obskurní ústavy vzniklé narychlo na jaře téhož roku (hodnověrné dokumenty o jejich skutečném vzniku před koncem války chybějí), a to Výzkumný ústav pedagogický v Praze, se sídlem v budově německé reálky v Mikulandské ulici, a Zemský výzkumný ústav pedagogický v Brně.
Po roce 1989 došlo k výrazné redukci počtu pracovníků z 200 na 60 a ke změně sídla na západní okraj Prahy do Zličína v roce 1991. V roce 1993 došlo k jeho zrušení v rámci Akademie věd pro naprostý úpadek kvality výzkumu, resp. jeho neexistenci. Ústav pak přešel pod Ministerstvo školství.